# Eriocampa dorpatica
Eriocampa dorpatica är en stekelart som beskrevs av Friedrich Wilhelm Konow 1887. Eriocampa dorpatica ingår i släktet Eriocampa, och familjen bladsteklar. Enligt den finländska rödlistan är arten nära hotad i Finland. Arten har ej påträffats i Sverige. Artens livsmiljö är lundskogar.